# Episodi di Knight Rider
La prima e unica stagione della serie televisiva Knight Rider è stata trasmessa dal 24 settembre 2008 al 4 marzo 2009 su NBC.
In Italia, dopo il film-episodio pilota trasmesso il 28 agosto 2009, la prima stagione è stata trasmessa in prima visione assoluta dal 4 settembre 2009 al 23 ottobre 2009 su Steel, canale a pagamento della piattaforma Mediaset Premium.
| nº | Titolo originale                 | Titolo italiano                              | Prima TV USA      | Prima TV Italia   |
| -- | -------------------------------- | -------------------------------------------- | ----------------- | ----------------- |
| 1  | A Knight in Shining Armor        | Cavaliere in armatura scintillante           | 24 settembre 2008 | 4 settembre 2009  |
| 2  | Journey to the End of the Knight | Viaggio verso la fine del cavaliere          | 1º ottobre 2008   | 4 settembre 2009  |
| 3  | Knight of the Iguana             | Cavaliere dell'iguana                        | 8 ottobre 2008    | 11 settembre 2009 |
| 4  | A Hard Day's Knight              | Una giornata difficile                       | 15 ottobre 2008   | 11 settembre 2009 |
| 5  | Knight of the Hunter             | Cavaliere cacciatore                         | 22 ottobre 2008   | 18 settembre 2009 |
| 6  | Knight of the Living Dead        | Cavaliere dei morti viventi                  | 5 novembre 2008   | 18 settembre 2009 |
| 7  | I Wanna Rock & Roll All Knight   | Voglio ballare il rock & roll tutta la notte | 12 novembre 2008  | 25 settembre 2009 |
| 8  | Knight of the Zodiac             | Cavaliere dello zodiaco                      | 19 novembre 2008  | 25 settembre 2009 |
| 9  | Knight Fever                     | La febbre del cavaliere                      | 31 dicembre 2008  | 2 ottobre 2009    |
| 10 | Don't Stop the Knight            | Non fermate il cavaliere                     | 7 gennaio 2009    | 2 ottobre 2009    |
| 11 | Day Turns Into Knight            | Il giorno diventa notte...                   | 14 gennaio 2009   | 9 ottobre 2009    |
| 12 | Knight to King's Pawn            | Da cavaliere ad alfiere                      | 21 gennaio 2009   | 9 ottobre 2009    |
| 13 | Exit Light, Enter Knight         | Via le luci, entra Knight                    | 28 gennaio 2009   | 16 ottobre 2009   |
| 14 | Fight Knight                     | Lotta senza regole                           | 4 febbraio 2009   | 16 ottobre 2009   |
| 15 | Fly By Knight                    | Volando nella notte                          | 11 febbraio 2009  | 23 ottobre 2009   |
| 16 | Knight and the City              | Vecchi amori                                 | 18 febbraio 2009  | 23 ottobre 2009   |
| 17 | I Love the Knight Life           | L'unione fa la forza                         | 4 marzo 2009      | 23 ottobre 2009   |